# واسیل سیموننکو
واسیل سیموننکو (اوکراینی: Василь Андрійович Симоненко؛ ۸ ژانویهٔ ۱۹۳۵ – ۱۳ دسامبر ۱۹۶۳) شاعر، و روزنامه‌نگار اهل اتحاد جماهیر شوروی سوسیالیستی بود.